# Pine Apple, Alabama
Pine Apple là một thị trấn thuộc quận Wilcox, tiểu bang Alabama, Hoa Kỳ. Dân số năm 2009 là 305 người, mật độ đạt 38 người/km².